# فرودگاه بوتا زگا
فرودگاه بوتا زگا (به انگلیسی: Buta Zega Airport) یک فرودگاه همگانی با کد یاتا BZU است که یک باند فرود آسفالت دارد و طول باند آن ۲۱۰۰ متر است. این فرودگاه در شهر بوتا کشور جمهوری دموکراتیک کنگو قرار دارد و در ارتفاع ۴۲۰ متری از سطح دریا واقع شده‌است.